# 霍普鎮區 (北達科他州卡弗利爾縣)
霍普鎮區（英語：Hope Township）是位於美國北達科他州卡弗利爾縣的一個鎮區。

## 地方資料
霍普鎮區的面積為77.04平方千米，當中陸地面積為76.72平方千米，而水域面積為0.32平方千米。根據2020年美國人口普查的數據，當地共有人口21人，而人口密度為每平方千米0.27人。